# Sint-Agneskapel (Beersel)

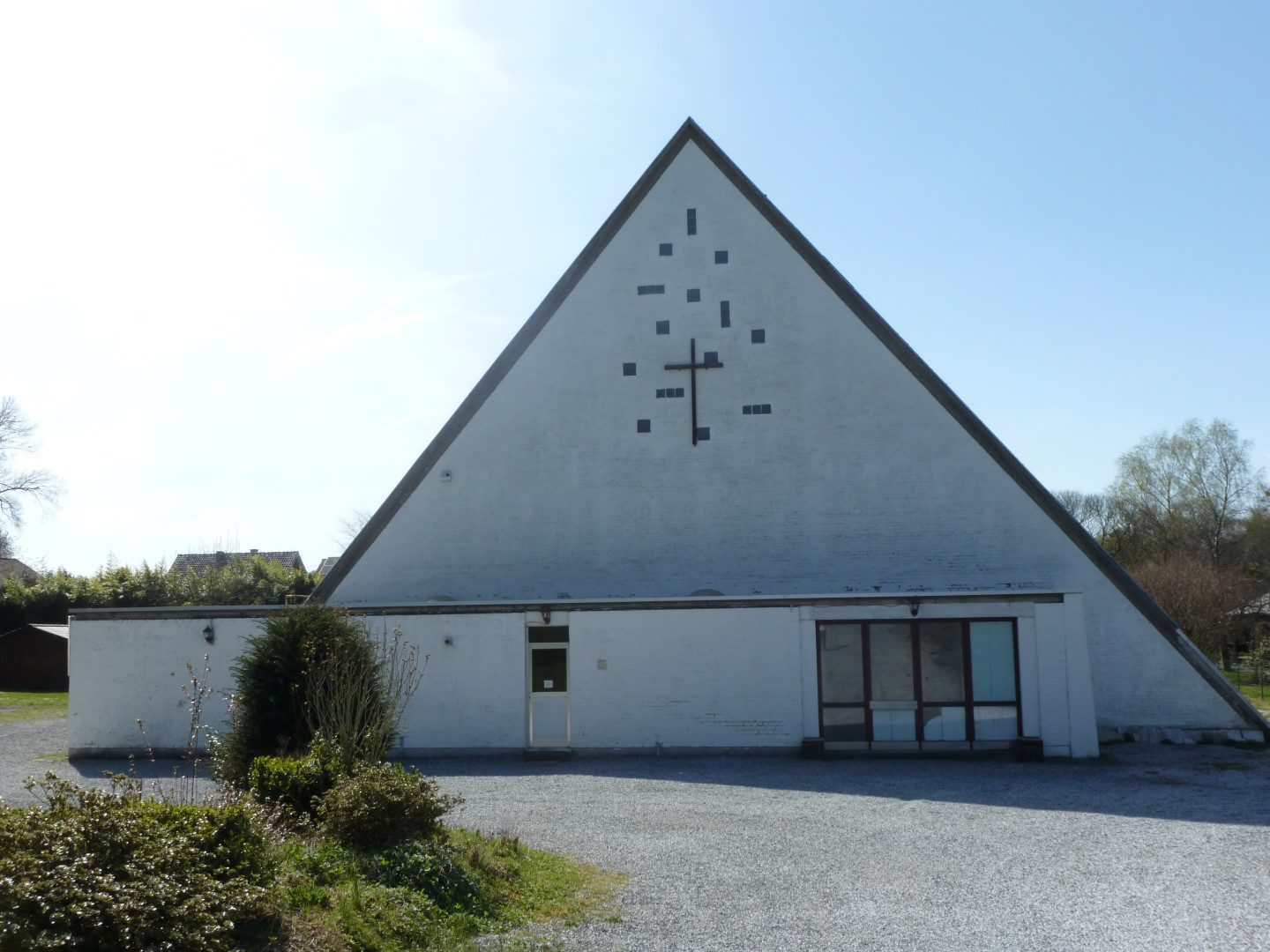
Sint-Agneskapel

De Sint-Agneskapel is een kerkgebouw in de Vlaams-Brabantse plaats Beersel, gelegen aan de Alsembergsteenweg 1131.

## Geschiedenis
Het kerkgebouw werd als katholieke Sint-Agneskapel gebouwd in 1963 naar ontwerp van Léon De Keyser. In 1990 werd de kapel in gebruik genomen door de Korean Mission Church.

## Gebouw
De kerk, gebouwd in de stijl van het naoorlogs modernisme, is een zaalkerk met 170 zitplaatsen. Merkwaardig is het vrijwel tot het maaiveld doorlopend en met leien bedekt zadeldak.